# テルマエ・ロマエ
『テルマエ・ロマエ』（THERMÆ ROMÆ）は、ヤマザキマリによる漫画作品。『コミックビーム』（エンターブレイン）にて2008年2月号から2013年4月号まで連載された。当初は不定期連載だったが、2010年4月号から定期連載に移行した。単行本は2013年6月にて最終巻を迎えた。
2024年2月6日（お風呂の日）より、最終回の20年後を舞台とした続編となる『続テルマエ・ロマエ』が『少年ジャンプ+』（集英社）にて連載を開始した。

## 概要
古代ローマ時代の浴場と、現代日本の風呂をテーマとしたコメディである。入浴文化という共通のキーワードを軸に、現代日本にタイムスリップした古代ローマ人の浴場設計技師が、日本の風呂文化にカルチャーショックを覚え、大真面目なリアクションを返すことによる笑いを描く。単行本では、各話の間に、風呂に関する歴史資料や、作者の体験が書かれたコラムが掲載されている。題名の「テルマエ・ロマエ」は、ラテン語で「ローマの浴場」という意味。
書店員の選ぶマンガ大賞2010受賞。
第14回手塚治虫文化賞短編賞受賞。
「このマンガがすごい!」2011年版オトコ編2位。全国書店員が選んだおすすめコミック2011、3位入選。
2013年仏アングレーム国際漫画祭(Festival International de la Bande Dessinée d'Angoulême)ノミネート作品。
2013年米アイズナー賞（Will Eisner Comic Industry Awards）アジア部門（Best U.S. Edition of International Material　Asia）ノミネート作品。
2012年1月12日より、フジテレビ系「ノイタミナ」枠にてテレビアニメが放送された。
2012年4月28日より、主演・阿部寛、ヒロイン・上戸彩での映画が公開された。ローマでのロケや、テレビドラマ『ROME［ローマ］』のために作られた広大なセットでの撮影も行われた。2014年4月には、映画第2作が公開された（後述）。
2022年3月28日より、NetflixにてWebアニメ『テルマエ・ロマエ ノヴァエ』が配信開始された。
2013年6月時点で累計発行部数は900万部を突破している。

## 反響
書店の店頭での宣伝などを通して部数を伸ばし、『コミックビーム』の連載作品としては例外的に女性読者の支持も集めた。また、東京都浴場組合による推薦や、イタリア・ローマ関係の学術的な問い合わせといった、あまり例のなかった形での反響があるといい、2010年に受賞が相次いだ際には展覧会や旅行会社とのタイアップも企画された。2巻には、このマンガのヒットはイタリアの新聞で「ローマ帝国ついに日本の漫画界を征服」と報道されたことが記された。
本作の執筆のきっかけについて、作者は「東京スポーツ」紙上のインタビューで「ヨーロッパにはお風呂も銭湯もないから、お湯につかりたくてもつかれない。でも、そこら中に古代ローマ時代の浴場の遺跡がある。昔はあったのになぜ今ないのか、それがもどかしくて」「イタリア人の夫が日本の家風呂を見て笑うんです。（中略）古代ローマ人なら日本の風呂の良さをわかってくれるぞ」とその発想の経緯を語っている。また夫が「ローマ皇帝の名前を全員言えるほどの古代ローマおたく」であったことも大きかったとのこと。
なお元々は同人誌で発表するつもりの作品で、コミックビームの関係者とは「（単行本も）5,000人位買ったらスゴイね」と話していたこともあり、大ヒットしたことには戸惑いを感じているという。2011年の著者インタビューでは「薄く延ばして長くやるつもりはないです。十何巻とかはいかないと思う。実はもう最後は考えてあるんですよ」とも語っており、上述の通り2013年に全6巻で完結した。

## あらすじ

### テルマエ・ロマエ
舞台はハドリアヌス帝時代、西暦130年代の古代ローマ。浴場を専門とする設計技師ルシウス・モデストゥスは、革新的な建造物が次々に誕生する世相に反した、昔ながらの浴場の建設を提案するが採用されず、事務所と喧嘩別れしたことで失業状態に陥ってしまう。
落ち込む彼の気を紛らわせようとする友人マルクスと共に公衆浴場に赴いたものの、周囲の騒々しさに耐えかね雑音を遮るため湯中に身を沈めたルシウスは、浴槽の壁の一角に奇妙な排水口が開いているのを見つけ、仕組みを調べようと近づいたところ、足を取られて吸い込まれてしまう。不測の事態にもがきながらも水面に顔を出すと、彼はローマ人とは違う「平たい顔」の民族がくつろぐ、見たこともない様式の浴場に移動していた。
ルシウスが見た「平たい顔族」とはアジア系有色人種の未来の姿、すなわち現代日本人であり、ルシウスは浴場を使ったタイムトラベラーとなっていたのだった。これ以降、ルシウスは自分の意志とは無関係にたびたび古代ローマと現代日本の世界を行き来し、「平たい顔族」の風呂で得たアイディアをローマでの浴場設計・運用考案に活かし、それが自らの創意工夫によるものではないことに若干の後ろめたさを感じつつも、浴場施設専門の空間プロデューサーとして名声を勝ち得ていき、時のローマ皇帝・ハドリアヌスからも全幅の信頼を置かれる。だが、それはルシウスをさらに多忙にする結果となり、妻からは「仕事のことしか考えていない」と非難された挙句に離縁されてしまうなど、私生活には恵まれない。
ハドリアヌスよりバイアエに温泉保養地を創り上げるよう命を受けた直後、伊藤温泉にある温泉旅館の露天風呂にタイムスリップしてしまう。その風呂で月の女神ディアナのように美しい、平たい顔族の女性・小達さつきと運命の出会いをする。さつきは幼少期より質実剛健な古代ローマ人に強い憧れを抱いており、現在は古代ローマ史の研究者として大学で教鞭も取っている才女。ラテン語で自身を「ローマ人である」と主張するルシウスを当初は訝しむが、伊藤温泉で働き始めた彼の実直な仕事ぶりや誠実な人柄に徐々に惹かれていった。非現実的なタイムスリップという現象に戸惑いながらもルシウスが古代ローマ人であると確信する。障害を乗り越え相思相愛の想いを確認した直後、ルシウスは再びローマへ戻ってしまった。生まれて初めて愛した人と再会する方法を見つけるべく、さつきはバイアエ遺跡の発掘調査に参加。ルシウスがこの地に眠っていることが分かり、近くに湧き出ていた温泉に迷いなく身を沈めて古代ローマへタイムスリップを試みる。願いが叶い、愛するルシウスと再会を果たし結ばれた。
やがてルシウスは、ハドリアヌスが理想としていた温泉保養地の建設を成し遂げ、ハドリアヌスはルシウスにローマの未来を託し、満足のうちに息を引き取る。そしてルシウスも、さつきとの間に念願の子どもを授かる。その子どもが産湯につかって大喜びする様子を見て、ルシウスはローマとテルマエの明るい未来を予感する。

### 続テルマエ・ロマエ
舞台はアントニヌス・ピウス帝統治下から20年を迎えた、西暦158年の古代ローマ。ルシウス・モデストゥスはローマきっての浴場設計師として匠の名を馳せていた。しかし時代は移り変わり、ルシウスが重んじてきた荘厳で趣きのある浴場は面白みのない古いものとされ、華美でエンターテインメント性を欲する若い世代に評判は芳しくない。かといって、信念を曲げてまで流行に媚びる仕事を引き受けるつもりもない。そのため経営している設計事務所の収益に影響が出ているが生来の頑固さが邪魔をしているのである。弟子や一人息子のマリウスに諭されても首を縦に振ることはなく、苛立ちを覚えるのであった。
かつては「平たい顔族」の世界へタイムスリップして画期的なアイデアを持ち帰っていたが、伊東温泉からローマに戻った時を最後に同じ現象は起きていなかった。ピウス帝からラティニウムの温泉保養地再建を依頼され、アイデアを思案していた時に約20年ぶりとなるタイムスリップ現象が起きた。

## 登場人物

### 主要人物
ルシウス・モデストゥス
本作の主人公。浴場を専門とするローマの建築技師で、アテネで最新の建築技術を習得している。愛国心あふれる頑固な職人気質で、自身の職務とローマ人であることに誇りを持っているが、職務に熱中しすぎて周囲が見えなくなるなど、ワーカホリック気味な所がある。そのため妻リウィアとの衝突も多く、作中で三下り半を突き付けられ離婚、いっそう職務に没頭するようになった。タイムスリップ先の現代日本人から「ギリシア彫刻みたい」と形容された無駄なく引き締まった肉体を持ち、剣術・槍術・弓術・馬術も作中の現代人と比較した場合には秀でている。ローマ軍の一員として戦闘をしたことはないが軍事訓練は行っており、現代日本の温泉街で弓矢射的ゲームに挑戦した際には、至近距離ということもあって軽々と的中させている。
本人は現代日本をローマと時代を同じくする未知の国家ととらえており、ラテン語で会話ができる小達さつきと出会うまではタイムスリップという認識は無かった。
初めて現在日本へタイムスリップした際、銭湯の壁に描かれた富士山の絵に感動し、古代ローマ人であるルシウスは日本の富士山を知る由もないが、古代ローマ帝国やイタリアを代表するヴェスビオス火山と解釈し、ヴェスビオス火山の壁絵をテルマエに描いて入湯者から好評を得た。
その後は現代日本のあらゆる文物を可能な限り導入し、古代ローマの技術で再現してローマ風にアレンジして温泉街まで作り上げている。
ほとんどのタイムスリップは短時間であり、ローマでは溺れて気を失ったことになっている。しかし、ケイオニウスの死後にハドリアヌスと善後策を話し合うため入浴した際は、平たい顔族の温泉地である伊藤温泉の東林館旅館に従業員として長期滞在することになり、ローマでは行方不明となっていた。なお、伊藤温泉ではふと目にした薄型テレビや携帯電話に驚愕し、ついに電気の存在を知る。
「平たい顔族」の温泉技術を貪欲に吸収しつつもディアナ（さつき）を愛していることに気付く。地上げのためにさつきをさらった地上げ屋を追うために即席の馬車を仕立てて追跡、みごと奪還に成功する。その場で愛していることを告白するが、ローマに帰還してしまう。ローマに戻ってからは死の淵にいたハドリアヌス帝の為に早急なバイアエの建設に没頭したが、さつきの事を忘れようとも忘れられないことに苦悩していた。
ウェブアニメ版では、本来の目的の現代日本とは違う、江戸時代末期にもタイムスリップされた。
続編においては「60歳近く」となり、マリウスから教わった片言の日本語を使って「平たい顔族」と簡単なコミュニケーションを取ることができるようにはなったが、若干言葉遣いは怪しい。
小達さつき（おだて さつき）
ルシウスが、タイムスリップ先の伊藤温泉で出会った聡明で美しい「平たい顔族」の女性。28歳。東京大学大学院修了の古代ローマ史研究者で、同大学で教鞭を取りながら母親の流派の名取を受け継ぐ芸妓としても活躍している、伊藤温泉内では知らぬ者のない才媛。
幼い頃、伊藤温泉で芸妓をしていた母親を病で亡くし、母子家庭で父親がいなかったため祖父・鉄蔵の下へ身を寄せた。母親がいまわの際に遺した言葉の意味を調べていくうちに、ユリウス・カエサルの伝記を読んだことで、極度の古代ローマ文化マニアとなった。大学院時代には教授の著書10冊をはるかに超える内容の博士論文を作成したため、その教授から「君に教えることはもうない」と言われる。その後は教授と共にオックスフォード大学との合同調査団に加わって、ローマ郊外での発掘作業にも参加している。
古代ローマ関係の文献を読むために英語・イタリア語・フランス語に加えてラテン語をも習得しており、「平たい顔族」の中で初めてルシウスと直接会話できる人物となった。
ルシウスは初対面の際にさつきの美しさを月の女神ディアナにたとえており、その後も「ディアナ」と呼んでいるが、最終話では本名で呼ばれている。
後にルシウスを愛している事を自覚し、古代ローマに戻ってしまったルシウスと再び会うために奔走する。鉄蔵から古代ローマでハドリアヌスとルシウスに会った事を聞き、そしてハドリアヌスから受け取ったという黄金の腕輪の経緯から、鉄蔵の後押しもあってオックスフォード大学のバイアエ遺跡発掘チームに参加した。
やがてバイアエ遺跡にてルシウスの軌跡を発見。近くに湧いていた源泉を通じて古代ローマに行き、マルクスの助力もあってルシウスと再会。結婚し、男児マリウスを授かった。
続編においては、ルシウスたちとともに幸福に暮らしていたが、5年前、浴場にて突然失踪したと語られていた。息子のマリウスのタイムスリップ現象によって日本に戻り、祖父と一緒に暮らしていることが判明するが、ローマに帰ろうとしているがうまくいかず、戻れなくなっている。

### 古代ローマ
マルクス・ピエトラス
ローマに住む石工兼彫刻家。独身で、老齢の師匠と共に暮らしている。
ルシウスとは旧知の仲で、共に浴場へ出かけたり酒を飲んだりする。いかつい顔だが、ルシウスとは対照的に明朗快活な性格で女好き。仕事や夫婦関係などで悩みを抱えがちなルシウスの良き相談相手。ルシウスが現代日本から持ち帰った新機軸をローマで再現する作業を手伝っており、皇帝がルシウスのことを知るきっかけを作った。
映画1期では、ルシウスに愛想を尽かしたリウィアと不倫関係となるが、映画2期では彼と和解し再び良き友人になる。ウェブアニメ版は、オリジナルキャラのティトゥスの常連客となる。焼き鳥が好物。
続編にも登場し、20年が経過した現在もルシウスとは変わらぬ友人付き合いを続けている。
ハドリアヌス
ローマ皇帝で「五賢帝」の一人。軍事よりも内政や哲学にその才を発揮する優れた皇帝であり、斬新な建造物を一人で設計する優れた建築家でもある。だが、すでに50代半ばを過ぎており、体力の衰えを感じている。
多くの革新的な浴室を生み出すルシウスの噂を聞きつけて興味をもち、ついには自ら呼びつけて仕事を与えるまでになる。
男色趣味があり、ナイル川で溺死した愛人アンティノーとの逸話はローマ中に知られている。そのため、ルシウスがハドリアヌスに重用され始めてから「皇帝に見初められたのではないか」という噂が流れている。
アエリウス亡き後アントニヌスを次期皇帝候補として養子に迎えたが、数々の不幸事に加え高齢がたたって精神的に疲弊していき、自暴自棄になりかける。自死することもできず自分の死期を悟ったハドリアヌスはルシウスにバイアエでの温泉保養地大改装を命じ、ルシウスも彼が存命している内に、今まで日本で得た知識を駆使して一世一代の巨大温泉保養地・バイアエを創ろうと尽力する。
終盤では黄疸や腹水に苦しめられ余命いくばくもなかったが、古代にやってきた鉄蔵の整体を受けて、わずかだが寿命が延び、謝礼として銀貨ではなく、自身の身に着けていた黄金の腕輪を渡した。
アポロドロス
ルシウスが尊敬する高名な建築家。先代の皇帝・トライアヌスに重用され偉大な実績を築いたが、ハドリアヌスとは折り合いが悪かったとされる。
ルシウスから見れば大先輩の「天才建築家」であるが、ハドリアヌスにとっては感覚の古い建築家であり、別荘の設計からは遠ざけられた。
弩砲など攻城兵器に関する発明にも秀で、それによりハドリアヌスから一定の再評価を得た。だがすでにかなりの高齢で、足腰が弱くなっている。
ルシウスが皇帝の許に召されて以来、後継者が出来たことを喜んでいる。また大の風呂好きということもあって、すっかり風呂仲間の一人となった。
ルキウス・ケイオニウス・コンモドゥス
ハドリアヌスの養子となり後継指名された次期皇帝候補の青年。後継指名後は養子として名をルキウス・アエリウス・カエサルと改めた。幼い息子のルキウスがいる。
ハンサムで機知に富む反面、好色で病弱。ルシウスからは「女ぐせの悪い軟弱男」と軽蔑されており、前途を危ぶまれている。さらにローマ元老院からは失脚を狙われており、ハドリアヌスから彼のための人気取りを託されたルシウスは、さらに苦悩を重ねることになる。
総督としてパンノニアに派遣された際、気候の厳しさから持病を悪化させ、138年1月1日にハドリアヌスの別荘で、皇帝になることなく死去する。臨終に立ち会ったルシウスに、養父とローマのために十分働けないまま世を去る無念を涙ながらに語り、彼を軟弱者と決めつけていたルシウスに認識を改めさせた。同時に、様々な女性たちに宛てたルシウスの両手一杯になるほどの大量の手紙を託し、最期まで見事な女たらしぶりを発揮した。
映画2期では自らが病床に臥せっている際に、ハドリアヌス帝と対峙する強硬派の元老院議員たちが生き別れの兄ジェイオニウスを担ぎ上げて暗躍し、兄ジェイオニウスが自身の偽物になり戦争路線を進めてしまう。
マルクス・アンニウス・ウェルス
ハドリアヌスが密かに将来の皇帝候補と認める聡明な少年。ケイオニウスからの信任も厚く、彼の娘の婚約者となっている。15歳の若年という理由でハドリアヌス帝は現時点での後継指名を見送ったものの、頭脳明晰にして思慮に富むことから行政長官を任されている。数々の発案をするルシウスに、ハドリアヌス同様に信頼を寄せている。東洋の文献なども読んでいたため、後にルシウスから未来の日本で出会った平たい顔の民族の事を聞いて「東洋の国の人間」と理解した。古代ローマに着いたさつきが奴隷商人に絡まれた際も、話に聞いた東洋系の顔とルシウスの名を口にしていた事から、ルシウスがディアナに例えた女性だと察知して保護し、彼に逢わせた。
アントニヌス
元老院議員の一人であり、ハドリアヌスの側近。アエリウス亡き後、次期皇帝候補としてハドリアヌスの養子になった。自暴自棄になっているハドリアヌスの身を案じる。
元老院議員であるがハドリアヌスの側近として平和路線に協調し、優し過ぎるほどの良識人である。ケイオニウスの没後には皇帝後継者となり、アンニウスを養子に迎えた。ハドリアヌスの没後に皇帝に即位している。

### 現代日本
ハナコ
いとう観光牧場で飼われている牝馬。25歳と馬としては高齢。普段は観光用の馬車「なかよし号」を牽いていて、牧場では観光客を背に跨らせることもある。ルシウスが初対面の際に手入れをしてやったことから彼にべた惚れしており、恋しさのあまりルシウスのいる東林館に乱入したこともある。裸馬の彼女をルシウスが乗りこなす姿を見て、さつきはルシウスが本物の古代ローマ人であることを確信した。
同牧場にはヒデキという名の牡馬もおり、二頭立ての馬車を引く時には歩調を合わせる。
小達鉄蔵（おだて てつぞう）
さつきの祖父で、唯一の肉親。昔気質の良き日本人の見本のような人物。伊藤温泉で鍼灸・整体業を営んでいる。施術時だけではなく、人の顔色を見ただけで体調を見抜く名医である。質実剛健を体現したような男であるが、男女の機微を一瞥で理解する粋なところもある。真面目で働き者のルシウスを認め、大切な孫娘を託せる男だと見込んでいる。30年前、伊藤温泉周辺で悪さをしていた武内組に当時町の顔役だった松平梅吉と2人で殴り込みをかけ、わずか3分で壊滅させたという武勇伝の持ち主で、その腕っぷしは今も健在である。マムシエキス入りどくだみ茶を愛飲している。
交友関係は広く、大企業の会長やボクシング元世界チャンプ、政界の大物政治家など多岐に渡り、孫のさつきの為にローマのバイアエ発掘のスポンサード（出資）を頼んだ。また友人たちから「ゴールドフィンガー」の異名で呼ばれ、若い頃はその技と硬派な性格で女性にモテていた。
ルシウスと同じように湯船でタイムスリップをし古代ローマに行くが慌てるような素振りも見せず、そこで兵士だった男の整体をする事で路銀を得、自身の直観で「ここはルシウスのいる時代ではないか」と察した。
そして、その腕を見込まれハドリアヌス帝を診る事となり、彼の命がもって二カ月である事を見抜くと同時に「今まで多くの荷物を背負った男の身体をしている」と彼の壮絶な人生に感嘆し、「一世一代の整体」を施した。その謝礼として金銭ではなく、ハドリアヌスが身に着けた黄金の腕輪を与えられた。その後に浴場でルシウスと再会したが、言葉を交わす前に現代に戻ってしまった。
その体験談を聞いたことからルシウスの時代に行けるかもしれないと考えたさつきに、「女は惚れた男と添い遂げるのが一番だ。俺の事は気にするな」と後押しした事で、さつきは古代ローマ行きを決心する。
圭介（けいすけ）
東林館の隣にあるホテル「パラダイス伊藤」の若旦那で、ケイオニウス似の軟弱男。3か月程前から突然羽振りが良くなり、伊藤温泉のリゾート開発のため、東林館などの旅館に買収を持ちかけていたが、実は絵に描いたような美人局に引っかかってホテルも乗っ取られ、伊藤温泉買収の裏で暗躍する武内組に下っぱとしてこき使われていた。さつきには高校時代からアプローチしていたが、相手にされていなかった。

### 映画版のみ登場
山越真実（やまこし まみ）
漫画家志望の女性。実家は温泉宿で、何故か現代日本にタイムスリップしたルシウスとはち合わせすることが多く、そのためラテン語やローマ史を猛勉強し、第1作中盤からはルシウスと会話できるようになる。第1・2作ともに古代ローマへとタイムスリップする。
第1作では漫画家のアシスタントをしつつ、派遣社員としてショールームの案内員を務めていたが、ルシウスがショールームに出現した騒動で仕事場に男を連れ込んだと誤解されてクビになってしまう。終盤にルシウスをモデルとした漫画『テルマエ・ロマエ』を執筆し、漫画家デビューするというメタフィクションになっている。
第2作では温泉紹介雑誌の記者をして日本各地を回っているが、やはりルシウスと会う機会が多く、ラテン語で案内する。さらには古代ローマへと再びタイムスリップしたが、『古代ローマの繁栄と滅亡』という本を持っていたため、魔女として幽閉されてしまう。現代日本へ帰還後、終盤にはサイン会が行われ、『テルマエ・ロマエ』が映画化されるほどの人気漫画家となる。
作者のヤマザキマリがモデル。原作の小達さつきと立ち位置が似ているが、作者曰く映画版で設定されたのは漫画でさつきが登場する前であり、関係はないとのこと。上戸彩が演じた。
浪越徳三郎（なみこし とくざぶろう）
第2作に登場する、「指圧の心は母心」を謳い大笑いする指圧師。銅像にもなっていることから、ルシウスから「銅像になり神格化されるほどの偉大な人物」と勘違いされる。原作での小達鉄蔵に代わって、映画版においてハドリアヌスを指圧で治療する。バイアエの温泉郷建設にも立ち会い、大笑いしながら歓喜の涙を流す。
実在の指圧師である浪越徳治郎がモデル。徳治郎の孫で指圧師の浪越雄二が、指圧指導としてクレジットされている。
ジェイオニウス
第2作で登場。ケイオニウスの兄で、同性愛者ゆえに子孫を残せないとして家を出され、それ以降音信不通となった。ケイオニウスそっくりの容姿であり、彼の偽物として反ハドリアヌス派の元老院議員とともに暗躍する。
しかし大勢の女性を引き連れながらも、彼女たちに手を出していなかったことが発覚し、ケイオニウスではないことが露見してしまう。
アケボニウス
第2作に登場。コロセウムで人気の剣闘士であり、堂々たる体躯の持ち主。実は戦いに疲れており、ジェイオニウス一派が流血の闘技会を復活させたことを受けて、ルシウスに対し「私はもう闘いたくないのだ」と漏らす。温泉による平和的な娯楽を模索しているルシウスに共感し、魔女として捕らわれていた真美の脱走を手伝う。のちにバイアエの温泉郷建設にも助力し、古代ローマにやってきた現代日本の力士たちと力を合わせて、新たな源泉を掘り当てる。
架空の剣闘士で、名前は演じた曙太郎に因む。また、同じく剣闘士「コトオウシュニヌス」として琴欧洲勝紀がカメオ出演している。

### Webアニメ版
ティトゥス
焼き鳥屋（肉屋）の息子で、金魚のフン同然の友達とともに、幼いルシウスをいじめていた肥満体型のガキ大将。裕福な家系であるルシウスに嫉妬し、彼の祖父と父が作った小さな浴場を侮辱する。家族に対して無礼な物言いをしたティトゥスにルシウスが激昂した。少々の意地悪程度に考えていたティトゥスは深く反省する。月日は流れ、親から事業を引き継ぎ、マルクスがお墨付きを与えて常連になるほどの評判の店を切り盛りするが「父の味には及ばない」と謙遜出来るほど大人になった。アテネ留学から帰国したルシウスに改めて謝罪し和解する。
旅籠屋の娘
ルシウスが幕末期の古式銭湯で出会った娘。小さな旅籠屋で働く島田髷と美しい体つきの飯盛女。旅籠屋の主人の案内で再会。以前落とした着物を拾いながら井戸の修理してくれた彼に、業務上でのおもてなしをするため誘う。狭い宿のコンパクトなアイテム作りに感心し、風呂場に入った真面目な職人気質のルシウスの逞しい体つきに欲して、私情ながらの色仕掛けをする。
歌川国芳
ルシウスが黒船来航後の江戸時代にタイムスリップした先の旅籠屋で出会った浮世絵師の中年男性。本作初となる日本側の実在人物。

### 続テルマエ・ロマエ
マリウス
ルシウスとさつきの間に誕生した長男。父と同じく設計技師を志しており、アレクサンドリアで建築の知識を学び帰国。
古代ローマにおいてのイマドキの若者。時代の流れを受け入れない頭の固い父の意見を一蹴する。
父母が経験したタイムスリップ現象を当初は信じておらず、眉唾な妄想話だと思っていたが、自身が体験したことで信じるようになった。母であるさつきから教えられた日本語を話すことができる。
コルネリウス・パッラ
ルシウスと同業の浴場技師。ローマで流行の華美な浴場を設計し、高い評判を得ているが、裏では従来の古い浴場を取り壊して作り変えようと画策しているが、再びタイムスリップが出来る様になったルシウスが活躍する様になり、自分の人気が奪われていることに悔しがっている。
アントニヌス・ピウス
前作の最終回において即位した第15代ローマ皇帝。歴代皇帝たちが滞在したバイアエの地を好まず、自身の故郷であるラティニウムの温泉保養地再建をルシウスに依頼する。
マルクス・アンニウス・ウェルス
ピウス帝の養子で、その娘アンニア・ガレリア・ファウスティナ・ミノルを妻としている。ルシウスの設計思想が今のローマ市民に受け入れられないと見ているが、その浴場への情熱は信頼している。
YUNOHANA
現代日本の温泉宿経営者で温泉マニアでもあり、タイムスリップしてきたルシウスに温泉の知識を伝える。実は既婚者。

## 書誌情報
表紙は著名な彫刻を題材としたパロディイラストで、I（1巻）ではドリュポーロス、II（2巻）ではミロのヴィーナス、III（3巻）ではラオコーン像にタオル、湯桶、シャンプーハットなどの浴場用品を持たせている。また巻数は、表紙では背景にローマ数字、背表紙ではローマ数字を丸で囲んだ表記となっている。
- ヤマザキマリ『テルマエ・ロマエ』 KADOKAWA〈ビームコミックス〉、全6巻
  1. 2009年11月26日発売[23]、ISBN 978-4-04-726127-3
  2. 2010年9月25日発売[24]、ISBN 978-4-04-726770-1
  3. 2011年4月25日発売[25]、ISBN 978-4-04-727232-3
  4. 2011年12月22日発売[26]、ISBN 978-4-04-727515-7
    - 特装版 2011年12月15日発売[27] - ダイカスト製のチンチンナブルムが付属 ISBN 978-4-04-727496-9
    - お風呂で読める「風呂マエ・ロマエ」付Amazon限定版 2011年12月22日発売（本編コミックスは「通常版」と同一） ISBN 978-4-04-727416-7

  5. 2012年9月25日発売[28]、ISBN 978-4-04-728225-4
    - 特装版 同日発売[29] - 古代ローマ風「ルシウスコイン」ダイキャストストラップが付属 ISBN 978-4-04-728215-5

  6. 2013年6月24日発売[7]、ISBN 978-4-04-728895-9

上記の他に映画『テルマエ・ロマエ』の観覧者先着100万人に配布された特別編（巻数は「S」の表記）もある。
- ヤマザキマリ『続テルマエ・ロマエ』 集英社〈愛蔵版コミックス〉、既刊2巻（2025年3月4日現在）
  1. 2024年4月4日発売[30]、ISBN 978-4-08-792618-7
  2. 2025年3月4日発売[31]、ISBN 978-4-08-792620-0

## タイアップ
- 2010年5月には、横浜美術館で開催された『ポンペイ展 世界遺産 古代ローマ文明の奇跡』とのコラボレーションが行われ、古代ローマの浴槽の展示に関連して割引やグッズの配布などのサービスが行われた[16]。
- 2010年7月には、ナポリ・ポンペイへのパッケージツアーを企画する旅行会社とのコラボレーションが行われた[17]。
- 2010年9月18日～12月31日 箱根小涌園ユネッサンでは、「テルマエ・ロマエ風呂」としてポンペイ遺跡に代表される古代ローマ建築のデザインを採用した本格的な風呂がコラボレーションとして登場し、作品のあらすじやルシウスのパネルを展示しお風呂で読めるように耐水性の素材で作られたテルマエ・ロマエのコミックが用意された。またトラベルサイト「旅の発見」ではコラボ記念限定プランとしてA6版の両面テルマエ・ロマエプリントクリアファイル、ユネッサン入場パスポート、ユネッサンオリジナル入浴剤5個セット付プランが販売された[32]。
- 2011年12月6日から2012年2月26日まで、Jリーグ・川崎フロンターレが、前年から実施している、川崎浴場組合連合会との共同企画『いっしょにおフロんた〜れキャンペーン』において『テルマエ・ロマエ』とコラボレーションし、川崎の銭湯利用促進キャンペーン『テルマエ・フロマエ』プロモーションを敢行、同市内高津区の銭湯、高津湯の外壁をローマ風に装飾、さらにテルマエ・ロマエ3巻に登場するローマの浴場露天風呂をモチーフにした銭湯絵を描いた「テルマエ・フロマエ湯」にし、銭湯絵や宣伝ポスターに川崎フロンターレの選手が登場するなどした[33]。
- 2012年4月から徳島県鳴門市の大塚国際美術館とタイアップし、「テルマエ・ロマエツアー」と題し、古代ローマ時代の（本作のエピソードに関連する）西洋名画を巡りながら紹介するギャラリートークを開始した。展示のなかには、ハドリアヌス帝の別荘から引用されデザインされたものもある。館内のショップでは、本作のコミックも販売されている[34]。
- 2012年9月12日より実写映画も公開となった『宇宙兄弟』と出版社の壁を超えたコラボが行われ、『テルマエ・ロマエ』のルシウスが宇宙服を着用し、『宇宙兄弟』のムッタがトーガを着用したものとなっているポスターやチラシが全国の書店店頭に使用される他、約10店舗で高さ180cmの巨大立て看板として見ることができた[35]。
- 2012年10月12日、カプコンのXbox 360/PC向けオンラインゲーム『モンスターハンターフロンティアオンライン』とのタイアップにて月刊コミックビーム 11月号にゲーム内アイテムのイベントコードが付属した。キャンペーンタイトルは「テルマエ・ロマエ×MHF キャンペーン」でオリジナル武器「テルマエ・オリゴ」（大剣）が入手可能だった[36]。

## テレビアニメ
2012年1月12日深夜から1月26日深夜にかけて、フジテレビ系「ノイタミナ」枠にて放送された。フジテレビ系列15局、BSフジでも放送。第1話から第4話までは各話約15分のエピソードを2話ずつ、第5話は前後編合わせて1話を放送する形式で、全5話のエピソードが全3回にわたって放送された。
『秘密結社鷹の爪』などを手がけたFLASHアニメ制作会社・DLEが初めてノイタミナ枠で制作・放送するアニメとなり、またノイタミナ初のFLASHアニメ作品となる。第1話はtorneを使った録画予約数で1位となる。実写映画公開にあわせ、代々木アニメーション学院他、各社とのコラボCMも作成されている。

### 声の出演
古代ローマの皆さん
- ルシウス - FROGMAN[38]、Michael Oakland（映像特典2、実写）
- マルクス - 東地宏樹[38]（第1、3話）
- ハドリアヌス帝 - 大塚明夫[38]（第3、5話）
- 設計事務所所長 - 稲田徹[38]（第1話）
- レピドゥス執政官 - 白熊寛嗣[38]（第2話）
- レグルス - 宮下栄治[38]（第2話）
- 菓子屋 - 後藤ヒロキ（第1話）
- 脱毛屋 - 高橋伸也（第1話）
- 使い - 内田直哉（第2話）
- 使者 - 白熊寛嗣（第3話）、稲田徹（第4話）
- 百人隊長 - 白熊寛嗣（第4、5話）
- 山賊長 - 稲田徹（第5話）
- 山賊 - 宮下栄治、高橋伸也、後藤ヒロキ、吉田尚記（第5話）
- リウィア - ささきのぞみ（映像特典1）
- アポロドロス - 稲田徹（映像特典2）
- 子供 - 高橋伸也（映像特典2）
- 法務官 - 白熊寛嗣（映像特典2）
- 衛兵 - 高橋伸也、後藤ヒロキ（映像特典4）

現代日本の皆さん
- 銭湯のおやじ - 内田直哉（第1、2話）
- 温泉のおやじ - 稲田徹（第2話）
- おじいちゃん - 後藤ヒロキ[38]（第1-3話）
- 山口（ショールームの女性） - 植田佳奈[38]
- おばちゃん - 上野アサ（第5話）
- 射的客 - ささきのぞみ、佐藤奏美（第5話）
- 母親 - ささきのぞみ（第5話）
- 子供 - 佐藤奏美（第5話）
- 知恵 - 植田佳奈（映像特典1）
- オババ - 白熊寛嗣（映像特典1）
- 老女 - 後藤ヒロキ（映像特典1）
- 参拝客 - 稲田徹、高橋伸也、宮下栄治（映像特典1）
- 係員 - 後藤ヒロキ、内山典子（映像特典2）
- 真衣 - 植田佳奈（映像特典3）
- ルミ - ささきのぞみ（映像特典3）
- 駐在 蔵下 - 高橋伸也（映像特典3）
- 刑事 - 山崎弘也（アンタッチャブル）（映像特典3）
- エステの人 - 佐藤奏美（映像特典4）

ナレーション
- 上野アサ[38]

### スタッフ
- 原作 - ヤマザキマリ（『テルマエ・ロマエ』エンターブレイン刊）[38]
- エグゼクティブディレクター - FROGMAN[38]
- 監督・シリーズ構成 - 谷東[38]
- 脚本 - 谷東、中野守[38]
- キャラクターデザイン・作画監督 - 武智敏光[38]
- アニメーション協力 - GONZO
- FLASH作画監督 - 山脇光太郎[38]
- FLASH作画 - 内山翠、國領恵実香、藤岡早苗、高橋彩
- FLASHコンポジット - たけはらみのる
- 背景 - 小林雅代、藤野健、田中真彦
- VFX - 田村仁、戸澤雄一朗、藤山昌子、玄スジュン
- 編集 - 木村勝宏、海野洋平
- 音響監督 - はたしょう二[38]
- 音響効果 - 出雲範子
- 録音 - 八巻大樹
- 音楽プロデューサー - 佐野弘明
- 音楽 - 烏田ハルナ[38]、加藤久貴[38]
- チーフプロデューサー - 山本幸治
- プロデューサー - 下川猛、塩入大介、大橋隆昭
- アニメーション制作 - DLE[38]
- 制作 - アニメ『テルマエ・ロマエ』製作委員会[38]（フジテレビジョン、東宝、ソニー・ミュージックエンタテインメント、電通、DLE）

### 主題歌
「テルマエ・ロマン」
作詞・作曲 - 橋本絵莉子 / 歌 - チャットモンチー

### 各話リスト
| 話数      | サブタイトル            | 脚本        | 演出           | 作画監督                     | 現代の品                           |
| --------- | ----------------------- | ----------- | -------------- | ---------------------------- | ---------------------------------- |
| I et II   | 時をかけるローマ人      | 谷東 中野守 | -              | 武智敏光 山脇光太郎（FLASH） | フルーツ牛乳                       |
| I et II   | 白鳥の湖                | 谷東 中野守 | -              | 武智敏光 山脇光太郎（FLASH） | 温泉卵 日本酒                      |
| III et IV | サンプーハット          | 中野守      | たけはらみのる | 武智敏光 山脇光太郎（FLASH） | 家庭風呂 シャワー シャンプーハット |
| III et IV | 皇帝の憂鬱              | 谷東 中野守 | 博司池畠       | 武智敏光 山脇光太郎（FLASH） | 薄型テレビ ウォシュレット          |
| V         | 湯のちから・前篇 / 後篇 | 中野守 谷東 | -              | 武智敏光 山脇光太郎（FLASH） | 温泉村&おみやげ ラーメン&餃子      |

映像特典
| 収録巻 | 話数 | サブタイトル             | 脚本        | 演出       | 作画監督                     | 現代の品             |
| ------ | ---- | ------------------------ | ----------- | ---------- | ---------------------------- | -------------------- |
| I      | I    | 魅惑のファロス           | 中野守 谷東 | 博史池畠   | 武智敏光 山脇光太郎（FLASH） | 金精まつり           |
| II     | II   | ひたすら滑りたい         | 中野守 谷東 | 山脇光太郎 | 武智敏光 山脇光太郎（FLASH） | ウォータースライダー |
| II     | III  | 三姉妹OLテルマエ殺人事件 | 中野守 谷東 |            | 武智敏光 山脇光太郎（FLASH） | アヒルちゃん         |
| II     | IV   | スベスベになりたい       | 谷東        |            | 武智敏光 山脇光太郎（FLASH） | 泡風呂 エステ        |

タイアップ動画
| 掲載元                   | サブタイトル               | 脚本   | 演出       | 作画監督                     |
| ------------------------ | -------------------------- | ------ | ---------- | ---------------------------- |
| 朝日新聞デジタル         | バンドルサービス篇         |        |            |                              |
| ジャパンゲートウェイ     | レヴール                   |        |            |                              |
| TOTO                     | TOTO篇                     |        |            |                              |
| 大江戸温泉物語           | 大江戸温泉物語篇           |        |            |                              |
| 大江戸温泉物語           | 大江戸温泉物語サイネージ   |        |            |                              |
| 大江戸温泉物語           | 宇宙ステーション篇         |        |            |                              |
| LOFT                     | LOFT 店舗篇                |        |            |                              |
| LOFT                     | 入浴剤篇                   |        |            |                              |
| LOFT                     | バス雑貨篇                 |        |            |                              |
| LOFT                     | トラベル用品篇             |        |            |                              |
| 代々木アニメーション学院 | 代々木アニメーション学院CM |        |            |                              |
| 代々木アニメーション学院 | 代々木アニメーション学院篇 | 森正伸 | 篠原由佳里 | 武智敏光 山脇光太郎（FLASH） |
| マイクロソフト           | マイクロソフト             |        |            |                              |

### 放送局
北海道文化放送とフジテレビTWO以外のフジテレビ系列放送局では、ノイタミナ枠第1部としての放送作品となる。
| 放送期間                  | 放送時間                                                           | 放送局             | 対象地域   | 備考                      |
| ------------------------- | ------------------------------------------------------------------ | ------------------ | ---------- | ------------------------- |
| 2012年1月13日 - 1月27日   | 金曜 0:45 - 1:15（木曜深夜）                                       | フジテレビ         | 関東広域圏 | 製作委員会参加 / 字幕放送 |
| 2012年1月18日 - 2月1日    | 水曜 1:58 - 2:28（火曜深夜）                                       | 関西テレビ         | 近畿広域圏 | 字幕放送                  |
| 2012年1月19日 - 2月2日    | 木曜 0:35 - 1:05（水曜深夜）                                       | テレビ愛媛         | 愛媛県     | 字幕放送                  |
|                           | 木曜 1:05 - 1:35（水曜深夜）                                       | 福島テレビ         | 福島県     | 字幕放送                  |
|                           | 木曜 1:30 - 2:00（水曜深夜）                                       | 新潟総合テレビ     | 新潟県     | 字幕放送                  |
| 2012年1月20日 - 2月3日    | 金曜 2:05 - 2:35（木曜深夜）                                       | 東海テレビ         | 中京広域圏 | 字幕放送                  |
| 2012年1月21日 - 2月4日    | 土曜 1:05 - 1:35（金曜深夜）                                       | サガテレビ         | 佐賀県     |                           |
| 2012年1月22日 - 2月5日    | 日曜 1:05 - 1:35（土曜深夜）                                       | さくらんぼテレビ   | 山形県     |                           |
|                           | 日曜 1:35 - 2:05（土曜深夜）                                       | 秋田テレビ         | 秋田県     | 字幕放送                  |
|                           |                                                                    | 鹿児島テレビ       | 鹿児島県   | 字幕放送                  |
|                           | 日曜 2:05 - 2:35（土曜深夜）                                       | テレビくまもと     | 熊本県     |                           |
| 2012年1月24日 - 2月7日    | 火曜 1:50 - 2:20（月曜深夜）                                       | テレビ新広島       | 広島県     | 字幕放送                  |
| 2012年1月25日 - 2月8日    | 水曜 1:45 - 2:15（火曜深夜）                                       | 仙台放送           | 宮城県     |                           |
| 2012年1月26日 - 2月9日    | 木曜 1:50 - 2:20（水曜深夜）                                       | 岩手めんこいテレビ | 岩手県     |                           |
| 2012年1月27日 - 2月10日   | 金曜 1:10 - 1:40（木曜深夜）                                       | テレビ静岡         | 静岡県     | 字幕放送                  |
| 2012年1月29日 - 2月13日   | 日曜 1:30 - 2:00（土曜深夜）                                       | BSフジ             | 日本全域   | 字幕放送                  |
| 2012年4月9日 - 4月23日    | 月曜 1:45 - 2:15（日曜深夜）                                       | 北海道文化放送     | 北海道     | 字幕放送                  |
| 2012年11月4日 - 11月18日  | 土曜 20:00 - 20:25                                                 | フジテレビTWO      | 日本全域   |                           |
| 2015年1月1日 2015年1月2日 | 金曜 0:00 - 1:00（木曜深夜） 土曜 0:30 - 1:00（金曜深夜）          | 群馬テレビ         | 群馬県     |                           |
| 2015年1月2日 2015年1月4日 | 金曜 23:30 - 24:00 日曜 0:00 - 0:30（土曜深夜） 日曜 23:30 - 24:00 | KBS京都            | 京都府     |                           |
| 2015年12月                | 未定                                                               | アニマックス       | 日本全域   |                           |

| 配信期間        | 配信時間        | 配信サイト    | 対象地域・備考 |
| --------------- | --------------- | ------------- | -------------- |
| 2014年3月21日 - | 火曜 12:00 更新 | dアニメストア | 日本全域       |

| フジテレビ ノイタミナ 第1部 | フジテレビ ノイタミナ 第1部 | フジテレビ ノイタミナ 第1部 |
| 前番組                      | 番組名                      | 次番組                      |
| --------------------------- | --------------------------- | --------------------------- |
| UN-GO                       | テルマエ・ロマエ            | ブラック★ロックシューター   |

## Webアニメ
『テルマエ・ロマエ ノヴァエ』（THERMÆ ROMÆ NOVÆ）のタイトルで、2022年3月28日よりNetflixにて全世界独占配信された。「ノヴァエ」はラテン語で「新しい」を意味する。原作者のヤマザキマリとNetflixの間で結ばれたパートナーシップ契約の元で製作される新作アニメシリーズであり、ルシウスが浴場技師を志した経緯や、江戸時代にタイムスリップするなどの書き下ろしエピソードも展開される。ナレーションは窪田等。
アニメ本編終了後にはヤマザキ本人が草津温泉や四万温泉を訪れ、日本の入浴文化を再発見するミニコーナー『テルマエ・ロマエ ノヴァエ 巡湯記』が挿入される。ナレーションはルシウスを演じる津田健次郎。

### 声の出演（Webアニメ）
- ルシウス・モデストゥス - 津田健次郎[44]、本渡楓（幼少期）
- アポロドロス - 麦人
- カシウス・モデストゥス - 相馬康一
- マルクス・ピエトラス - 小林親弘[45]、田村睦心（幼少期）
- ティトゥス - 相馬康一、渡辺明乃（幼少期）
- リウィア - 小林沙苗[45]
- レグルス - 日野聡[45]
- ハドリアヌス帝 - 磯部勉[45]
- 山口マミ - 瀬戸麻沙美[45]
- 歌川国芳 - 池田秀一[45]
- 吉田 - 櫻井孝宏[45]
- ケイオニウス - 細谷佳正[45]
- マルクス・アンニウス・ウェルス - 榎木淳弥[45]

### スタッフ（Webアニメ）
- 企画・製作 - Netflix
- 原作・原案・シリーズ構成・エグゼクティブディレクター - ヤマザキマリ[44]
- 監督 - 畳谷哲也[44]
- キャラクターデザイン - 永田文宏
- 美術監督 - 三宅昌和
- 美術設定 - 佐藤瞳、黒部咲
- 色彩設計 - 藤井瞳
- 撮影監督 - 久野利和
- CG監督 - 三田邦彦
- 編集 - 大西裕太
- 音響ディレクター - 田中亮[44]
- サウンドエディター - 勝俣まさとし[44]
- 音楽 - 川﨑龍
- 音楽制作 - ドライブ（中村千枝、狐野智之）
- 音楽ディレクター - あさのかつひこ
- 音響制作 - ソニルード[44]
- エグゼクティブプロデューサー - 許瑠伊
- プロデューサー - 須田泰雄
- アニメーション制作 - NAZ[44]

### 主題歌（Webアニメ）
「闘牛士の歌 〜音泉マナーのアリア〜」
オープニングテーマ。Georges Bizet作曲による同名楽曲の替え歌となる。作詞・歌はPaolo Andrea Di Pietro、編曲・監修は川﨑龍。

### 各話リスト（Webアニメ）
| 本編   | 本編                                       | 本編       | 本編       | 本編       | 本編                                                                         | 本編              | 巡湯記 | 巡湯記       | 巡湯記   |
| 話数   | サブタイトル                               | 脚本       | 絵コンテ   | 演出       | 作画監督                                                                     | 総作画監督        | 話数   | サブタイトル | 脚本     |
| ------ | ------------------------------------------ | ---------- | ---------- | ---------- | ---------------------------------------------------------------------------- | ----------------- | ------ | ------------ | -------- |
| 第1話  | 全ての風呂はローマに通ず                   | 百瀬祐一郎 | 畳谷哲也   | 中嶋清人   | 藤田真弓、山﨑輝彦 宮野健、池添優子                                          | 永田文宏 菊池政芳 | 第1話  | 湯もみ       | 矢崎隼人 |
| 第2話  | 時をかける銭湯技士ルシウス・モデストゥス   | 百瀬祐一郎 | 畳谷哲也   | 長沢雄樹   | 海保仁美、藤田真弓 宮野健、畠山元                                            | 菊永千里 菊池政芳 | 第2話  | 源泉         | 矢崎隼人 |
| 第3話  | ルシウス、露天風呂を作る                   | 百瀬祐一郎 | 畳谷哲也   | 金承徳     | 海保仁美、山﨑輝彦 宮野健、畠山元                                            | 菊永千里 菊池政芳 | 第3話  | 温泉卵       | 矢崎隼人 |
| 第4話  | ルシウス、内風呂を作る                     | 百瀬祐一郎 | 畳谷哲也   | 鈴木満太郎 | 海保仁美、山﨑輝彦、菅原美智代 藤田真弓、上野沙弥佳、宮野健 畠山元、池添優子 | 菊永千里 菊池政芳 | 第4話  | 湯守         | 矢崎隼人 |
| 第5話  | ルシウス、ハドリアヌス帝の別荘に風呂を作る | 諸留愛美   | 畳谷哲也   | 小野隆宏   | 藤田真弓、山﨑輝彦、宮野健 池添優子、金璐浩                                  | 菊永千里 菊池政芳 | 第5話  | 飲泉         | 矢崎隼人 |
| 第6話  | ルシウス、岩盤浴を作る                     | 百瀬祐一郎 | 畳谷哲也   | 金承徳     | 海保仁美、藤田真弓、宮野健 畠山元、金璐浩 上野沙弥佳、菅原美智代             | 菊永千里 菊池政芳 | 第6話  | 蒸し風呂     | 矢崎隼人 |
| 第7話  | ルシウス、江戶末期の東海道に現る           | 百瀬祐一郎 | 菊池カツヤ | 栗山貴行   | 藤田真弓、山﨑輝彦 宮野健、池添優子                                          | 永田文宏 菊池政芳 | 第7話  | 旅籠         | 矢崎隼人 |
| 第8話  | ルシウス、入浴の礼儀作法を日本で知る       | 百瀬祐一郎 | 畳谷哲也   | 金承徳     | 藤田真弓、山﨑輝彦 宮野健、池添優子                                          | 永田文宏 菊池政芳 | 第8話  | お湯の意思   | 矢崎隼人 |
| 第9話  | ルシウス、平たい顔の同業者と出会う         | 百瀬祐一郎 | 畳谷哲也   | 長沢雄樹   | 藤田真弓、山﨑輝彦、宮野健 畠山元、池添優子                                  | 菊永千里 菊池政芳 | 第9話  | 懐石料理     | 矢崎隼人 |
| 第10話 | ルシウス、アミューズメント風呂を作る       | 諸留愛美   | 中西伸彰   | 金承徳     | 藤田真弓、山﨑輝彦 宮野健、池添優子                                          | 永田文宏 菊池政芳 | 第10話 | 温泉街       | 矢崎隼人 |
| 第11話 | ルシウス、温泉街を作る                     | 百瀬祐一郎 | 畳谷哲也   | 中嶋清人   | 藤田真弓、山﨑輝彦 宮野健、池添優子                                          | 永田文宏 菊池政芳 | 第11話 | 湯の花       | 矢崎隼人 |

## オンラインゲーム
- 2011年4月18日よりMobageにてミニゲームの『テルマエ・ロマエ桶リバーシ』『テルマエ・ロマエ温泉卵』が配信されている[46]。リリースはエンターブレイン。
- 2012年2月23日よりYahoo!モバゲーにて『テルマエ・ロマエ ネットでガチャガチャ』（略称は『テルマエ・ロマエ ガチャ』[47]）が配信され[48]2012年3月15日よりMobageにてスマートフォン用が公開された[49]。両プラットフォームは連携が可能だった。他に、2017年9月14日よりゲソてんbyGMO[50]（提携先として2019年7月10日よりmy GAMECITY × ゲソてん[51]、2019年10月24日よりモッピーゲームbyゲソてん[52]）、2017年10月31日よりハンゲーム[53]とmixiゲーム[54]（2020年11月12日より同スマホ版[55]）、2020年3月10日よりフジテレビ★プラネッツ[56]（2022年4月12日より同スマホ版[57]）、2020年8月26日よりニコニコアプリ[58]、2022年8月30日よりヤマダゲーム[59]でもリリース、また正式日不明であるが2021年8月5日にはTSUTAYAオンラインゲームにて事前登録開始のちリリース[60]されそれぞれ利用可能になった。ただし、Yahoo!モバゲーとMobageのように連携はとれない。自分の銭湯をコーディネートし経営を行って日本一の浴場を目指すソーシャルゲームで、FLASHアニメーション版の放送局のフジテレビの関連会社であるフジゲームスによるリリース。「Yahoo! Mobage Award 2015」でベストユーザ賞を受賞した[61]。

## 映画

### 第1作
本作は映画化され、2012年4月28日より全国東宝系にて公開された。主演の阿部寛をはじめ、主要な登場人物である古代ローマ人を日本屈指の「濃い顔」俳優たちが演じたことが話題を呼び、大ヒットした。日本各地の銭湯や温泉地でのロケに加え、イタリア・チネチッタでのオープンセットで1000人のエキストラによる2週間に及ぶ撮影も行われた。イタリアでは2012年4月21日にウディネ・ファーイースト映画祭でワールドプレミア上映された。先着100万名限定の入場者プレゼントとしてヤマザキマリ描き下ろしの「テルマエ・ロマエ」特別編が配られた。
キャッチコピーは「ひとっ風呂、タイムスリップしませんか。」「時空を超えた入浴スペクタクル」。

#### あらすじ（映画）
映画版では、原作にはないキャラクターが登場し、原作のエピソードを下敷きにしながらも独自のストーリーが展開される。
古代ローマの浴場設計技師ルシウス・モデストゥスは、ローマの公衆浴場から21世紀の日本の銭湯に突然タイムスリップしてしまう。以後、古代ローマと現代日本の浴場を何度も往復し、その都度数々の設備や工夫を目の当たりにすることになる。
一方、漫画家志望の若い日本人女性である山越真実は、ルシウスが現代日本に出現するたびに彼に接触することになり、大いに興味を引かれる。
現代日本で見たものをモデルにローマで新たな浴場を建造して名声を高めたルシウスは、ついには皇帝ハドリアヌスお抱えの浴場設計技師となり、側近のアントニヌスの知遇も得る。やがて、ハドリアヌスは、後継者と考えるケイオニウスの名声を高めるために新たな浴場建設をルシウスに命じる。
しかしケイオニウスの資質に疑問を抱いたルシウスはハドリアヌスの命に気乗りがせず、加えて親友のマルクスが妻リウィアと不倫関係となってしまう。妻は子供が欲しかったのだが、ルシウスが仕事一辺倒で性行為を拒んでいたので業を煮やしたのだった。
その後ルシウスは再び日本にタイムスリップし、今度は真実の実家である古い温泉宿に現れる。そこには、漫画家への道を諦め、実家の温泉宿の跡継ぎとなる決意を固めかけていた真実がいた。真実はルシウスと再会する日に備えてラテン語と古代ローマ史を猛勉強し、彼と完璧に会話ができるまでになっていた。そして帰還するルシウスに巻き込まれて真実も古代ローマにタイムスリップしてしまう。
その頃、北辺の属州では反乱が広がり、ローマ軍が鎮圧を試みるが苦戦を重ね、将兵は傷付き疲弊していた。
軽薄な性格のケイオニウスをどうしても信頼できないルシウスは、厳罰を覚悟でハドリアヌスの命を拒否する決意を固め、パンノニアの陣営を訪れる。ハドリアヌスは、それまでの業績を考慮してルシウスの処罰は免除するが、二度と眼前に現れるなと申し渡す。これにより史実と異なるアントニヌスの左遷が実現しかかっていた。真実は、これを阻止しないと歴史が変わってしまい、ハドリアヌス死後の神格化も実現しないことに気づく。これを聞かされたルシウスは、治癒効果のある温泉場を戦場に建設してローマ軍兵士の傷の治療と疲労回復を行い、その手柄をアントニヌスに譲ることを思い立ち、ハドリアヌスの裁可を得る。真実に続いてやはり古代ローマにタイムスリップしてしまった真実の父とその温泉仲間たちの支援も得て、ルシウスは原野で見つけた温泉にオンドル小屋の立ち並ぶ湯治場を作り上げてローマ軍の戦勝に貢献する。そして、ルシウスと別れて真実たちは現代日本に戻っていった。勝利の功績によってアントニヌスの左遷は取り消され、ルシウスも名誉を回復する。
ルシウスとの体験を踏まえ再び漫画家への挑戦（持ち込み）を始めた真実の前に、またしてもタイムスリップしてきたルシウスが現れるところで終幕となる。

#### キャスト（映画）
ルシウス
演 - 阿部寛
古代ローマ帝国の浴場設計技師にして主人公。
山越真実
演 - 上戸彩
普段は派遣社員として働く漫画家志望。行きつけの銭湯でルシウスと初めて遭遇し、倒れた彼の姿をスケッチした。
行く先々でルシウスと遭遇するが、それが原因で派遣の仕事と漫画家のアシスタントをクビになってしまう。原作での小達さつきの役割にあたるキャラクター。
ルシウスとの出会いをきっかけにラテン語やローマ帝国史を猛勉強して、ルシウス達ローマ人と会話できるようになった。
ハドリアヌス
演 - 市村正親
第14代ローマ皇帝
ケイオニウス
演 - 北村一輝
次期皇帝候補
アントニヌス
演 - 宍戸開
次期皇帝候補
マルクス
演 - 勝矢
ルシウスの友人
館野
演 - 竹内力
厳つい男。交通事故による多数の傷跡があり、ルシウスからは百人隊長クラスの兵士だと思われた。
山越修造
演 - 笹野高史
真実の父
山越由美
演 - キムラ緑子
真実の母
岸本
演 - 外波山文明
棟梁
名倉
演 - 飯沼慧
長老
最上
演 - 岩手太郎
教授
大西
演 - 木下貴夫
グルメ
銭湯にいる老人
演 - いか八朗
銭湯にいる中年
演 - 神戸浩、長野克弘
平井道子
演 - 内田春菊
漫画家で真実の師匠。義父の卓三が認知症を患い、そのせいでいつも義父に迷惑している。
平井卓三
演 - 菅登未男
道子の義父。認知症であるため義娘の道子を妻のユミコと勘違いしたり、古代ローマから現代日本へタイムスリップしてきたルシウスを外人のホームヘルパーだと勘違いするなどした。
宇治野
演 - 森下能幸
真実が派遣されていたショールーム会社の社員
ショールーム部長
演 - 蛭子能収
伊丹登
演 - 松尾諭
真実の見合い相手
金精様を見る女性
演 - 路井恵美子、桜井千寿
敬太
演 - 小野寺文哉
ワニ園に居た双子
将太
演 - 小野寺慶之
ワニ園に居た双子
おばあさん
演 - 花原照子
銭湯の番台に居た老女

#### 声の出演（映画）
- 飯塚昭三 - OPナレーション
- 関口厚
- 笠松伴助
- 山像かおり - リウィア
- 石田圭祐
- 楠見尚己
- 城山堅
- 竹田まどか
- 松井茜
- 大原康裕
- 鍛冶直人
- 亀田住明
- 真田五郎
- 清水明彦
- 千田美智子
- 高塚慎太郎
- 田中宏樹
- 外山誠二
- 藤川三郎
- 藤側宏大
- 宮崎敦吉
- 薬丸夏子

#### スタッフ（映画）
- 原作 - ヤマザキマリ『テルマエ・ロマエ』（エンターブレイン刊）
- プロデューサー - 稲葉直人、菊地美世志
- 製作 - 亀山千広、市川南、寺田篤、浜村弘一
- 監督 - 武内英樹
- 脚本 - 武藤将吾
- 音楽 - 住友紀人
- 監督補 - 洞功二
- 撮影 - 川越一成
- 美術 - 原田満生
- 衣裳 - 纐纈春樹
- 照明 - 鈴木敏雄
- 装飾 - 茂木豊
- 録音 - 加藤大和
- 編集 - 松尾浩
- テーマ曲 - ラッセル・ワトソン「誰も寝てはならぬ」
- VE - 阿部友幸
- VFXプロデューサー - 西尾健太郎
- 助監督 - 野尻克己
- アクションコーディネーター - カラサワイサオ
- 特殊メイク・造形 - 百武朋
- 日本語吹替ディレクター - 鍛治谷功
- 古代ローマ史取材協力 - 青柳正規
- イタリアパート制作協力 - Acaba Produzioni Sri、Tea Time Film Srl
- ロケ協力 - いばらきフィルムコミッション、那須フィルムコミッション、かわさきムーブ―アート応援隊、相模原フィルムコミッション、渋川市伊香保商工会、鋸南町地域振興課
- 特別協力 - 日本出版販売
- 配給 - 東宝
- 製作 - 「テルマエ・ロマエ」製作委員会（フジテレビジョン、電通、東宝、エンターブレイン）

#### ロケ地
- イタリア
  - チネチッタスタジオ（ローマ）
- 日本
  - 日活調布撮影所
  - 銭湯「稲荷湯」（東京都北区滝野川）
  - TOTO 東京センターショールーム（東京都新宿区）
  - さがみはらグリーンプール（神奈川県相模原市）
  - 熱川バナナワニ園、富士伊豆箱根国立公園、河津温泉郷、大滝温泉「天城荘」（静岡県賀茂郡）
  - 那須温泉郷・北温泉（栃木県那須郡）
  - グランパークホテルエクセル君津（ 千葉県君津市）
  - 鋸山の採石場（ 千葉県安房郡鋸南町）
  - 伊香保温泉（群馬県渋川市）
  - 七ツ洞公園（茨城県水戸市）

#### 封切り
全国304スクリーンで公開され、2012年4月28、29日の初日2日間で興収4億3255万2300円、動員32万5690人となり映画観客動員ランキング（興行通信社調べ）で初登場第1位となった。続く公開第2週も累積で興収約22億円、動員約174万人を記録、公開第3週で累計興収は約29億円となり3週連続第1位を記録している。9月3日までの129日間で観客動員469万人、興行収入59億4000万円を記録。
2012年4月20日よりイタリアで開催された第14回ウディネ・ファーイースト映画祭では、ネット投票による「マイムービーズ賞」を受賞した。同年5月、イタリア全土での配給が決定した。配給を手掛けるのはタッカーフィルムで、ローマを中心に50館以上になる予定で、『おくりびと』の40館を上回り、実写映画で過去最大の規模になる見込み。
2012年8月31日より台湾で公開され、2006年の『着信アリFinal』以来6年ぶりに日本映画が台湾の興行収入ランキング1位を獲得。
2012年9月、米国アカデミー賞の前哨戦ともいわれるトロント国際映画祭のメイン部門、ガラ・プレゼンテーションに正式招待され、阿部寛、上戸彩らがレッドカーペットを歩いた。日本映画としては『崖の上のポニョ』以来2作品目、実写では史上初となる快挙だった。

#### 受賞歴
- 第67回毎日映画コンクール TSUTAYA映画ファン賞日本映画部門を受賞[72]
- 第34回ヨコハマ映画祭 主演男優賞（阿部寛）
- 第55回ブルーリボン賞 主演男優賞（阿部寛）[73]
- 第36回日本アカデミー賞最優秀主演男優賞（阿部寛）[74]
- 第32回藤本賞（稲葉直人）
- 第55回エランドール賞 プロデューサー賞奨励賞（稲葉直人）

#### テレビ放送
| 回数 | テレビ局         | 番組名(放送枠名) | 放送日        | 放送時間      | 放送分数 | 視聴率 | 備考                                        |
| ---- | ---------------- | ---------------- | ------------- | ------------- | -------- | ------ | ------------------------------------------- |
| 1    | フジテレビ       | 土曜プレミアム   | 2013年4月20日 | 21:00 - 23:25 | 145分    | 16.9%  | 未公開シーンあり                            |
| 2    | フジテレビ       | 土曜プレミアム   | 2014年4月26日 | 21:00 - 23:10 | 130分    | 18.6%  | 『テルマエ・ロマエ II』公開記念としての放送 |
| 3    | フジテレビ       |                  | 2015年4月5日  | 21:00 - 23:09 | 129分    | 9.4%   |                                             |
| 4    | フジテレビ       | 土曜プレミアム   | 2018年1月13日 | 21:00 - 23:10 | 130分    | 11.2%  |                                             |
| 5    | フジテレビ       | 土曜プレミアム   | 2023年2月11日 | 21:00 - 23:10 | 130分    | 6.8%   |                                             |
| 6    | NHK BSプレミアム | プレミアムシネマ | 2023年2月21日 | 13:00 - 14:49 | 109分    |        | ノーカット放送                              |

- 視聴率はビデオリサーチ調べ、関東地区・世帯・リアルタイム。

#### その他
- 2012年4月28日から順次、フジテレビ系列で公開記念特番として『映画「テルマエ・ロマエ」公開記念特番スパイイ! 大作戦〜コードネームは026〜』を放送した。
- 2012年4月25日に『めざましテレビ』『とくダネ!』『笑っていいとも!《テレフォンコーナー》』『知りたがり!』で電波ジャックが行われた。
- シネマトゥデイでは映画記念連載として「お風呂の履歴書」が掲載された[76]。
- 2012年4月26日には朝日新聞東京版で7面に渡ってコラボ広告が掲載された[77]。
- 劇中に出てくるフルーツ牛乳は、三重県伊勢市の山村乳業の「山村フルーツ」をモデルにして作られた[78]。
- 「あえて濃い顔の日本人俳優でやるから面白い」というプロデューサーの思い付きからキャスティングされた阿部寛、北村一輝ら出演者たちは「お前の顔の方が濃いよ」「お前に言われたくないよ」などと言い合っていたらしく、それを聞いていた上戸彩は心の中で「みんな濃いよ」と思っていたという。また、撮影地であるイタリアで上映試写会があった際、観客たちの感想の中には「古代ローマ人でもこんなに顔の濃い奴はいない」と賛辞を送る声もあったと、阿部寛が苦笑いしながらインタビューで語っている。
- 原作者のヤマザキは2013年に、本作の原作使用料は100万円であったことを明かし、インターネット上で「安すぎる」という議論を生んだ。ヤマザキは代理人の弁護士四宮隆史を通じ、映画化は製作側と出版社の間で決定しヤマザキは交渉の場に立ち会っていないこと、使用料の多少よりも、金額が作品に対するリスペクトの度合いを示す指標となるにもかかわらず、その根拠について出版社の側から十分な説明がなかったことに対し不信感を持っていること、日本と異なる商習慣を持つイタリア居住のヤマザキの家族が、日本のエンタテインメント業界に違和感を覚え、説明に苦慮していることなどをコメントした[79]。

### 第2作
『テルマエ・ロマエII』と題し、2014年4月26日（よい風呂の日）に公開された。
2013年1月30日、映画第2作目の製作が正式に発表された。主要キャストは第1作を概ね継承し、ブルガリアのオープン・セットの ヌ・ボヤナ・フィルム・スタジオでエキストラ5000人を動員して撮影が行われている。同国出身の力士、琴欧洲も出演している。
キャッチコピーは「また、来ちゃった。」「世紀のSF（すごい風呂）超大作」。
日本公開は434スクリーンで、初日2日間で動員36万5356人、興収は4億9134万2950円を記録して国内映画ランキング3位となった。観客の男女比は49対51で、30代以上が71.2％と多く、前作を評価していることを鑑賞動機に挙げた観客は92.7％だった。
2015年6月20日にはフジテレビ系列の『土曜プレミアム』で地上波初放送された（23:20までの拡大版。文字多重放送）。当初は2015年5月16日に放送予定だったが諸事情により放送延期となっていた。
曙や琴欧洲をはじめとする元力士も含めた相撲に関係する人物が多数出演している。特に曙と琴欧洲は名前をもじった役柄で出演している。
2022年になって、本作に出演していた白木みのるが2020年に亡くなっていたことが分かったため、これが白木の生前最後の出演となった。

#### あらすじ（映画第2作）
前作同様、ルシウスはローマ帝国と現代日本を行ったり来たりしながら、グラディエーター達のための癒しの風呂（現代日本の入浴剤を真似た、薬草を粉末にして配合した入浴剤を使用、また浴場空間にマッサージ設備を設置）、闘技会で血が流されないように改装された闘技場（相撲の地方巡業）、子供が大人に迷惑をかけずに遊べる風呂（温水の滑り台であるウォータースライダー）、北方のパンノニアの地で戦い疲れているケイオニウスのための野戦風呂（全木製の可搬式樽風呂）、娯楽施設や飲食店を併設した風呂（温泉街）を次々と造っていった。一方、真実は前作の結末で描いた漫画が「風呂が描けていない」と言う理由でボツをもらい、風呂の勉強がてら温泉紹介雑誌の記者として、前作同様、ルシウスとあちこちの温泉で出会う。
ルシウスは、争いの無い平和路線を推し進めるハドリアヌス帝から、かつて温泉が湧いていたことがあるバイアエの地に新たな温泉保養地を建設するよう命じられ、理想の「ユートピア」を目指して尽力する。バイアエでの工事は進むが、肝心の源泉は保養地を満たすには湯量が少なく、休みを取らずに働き続けるルシウスの焦りと疲労とは裏腹に、掘削は難航する。その間、ハドリアヌス帝の平和路線を良しとしない元老院の一派が、ケイオニウスの兄・ジェイオニウス（ケイオニウスの女好きとは反対にゲイである）をその贋物に仕立て上げ、旧来の「強きローマ」を目指す武闘派路線に回帰すべく暗躍し、ルシウスも刺客（金銭で雇われた失業者たち）から命を狙われる。一方で本物のケイオニウスは結核の病にかかり、ローマに戻っていた。ケイオニウスは療養のつもりで側近たちとバイアエの温泉に浸かり、かえって症状を悪化させてしまう。ルシウスとともに再びローマへ来た真美はケイオニウスを隔離するよう進言するが、感染症の知識に乏しい時代でもあり、アントニヌスは次期皇帝を隔離などできないと拒絶する。そしてバイアエに結核が広がって工事が滞り、ハドリアヌス帝も心労のため倒れてしまう。
ようやくアントニヌスは結核患者たちを隔離することに同意し、ケイオニウスの身を案じて、女癖はとても悪いが、前線では勇敢かつ豪胆で部下の面倒見がよく、ローマ思いな人物であることを説明する。病床のケイオニウスはルシウスに女性たちへの文を大量に託す一方、かつて家を飛び出して長年音信不通になっている兄に会いたいと乞う。
時を同じくして、贋ケイオニウス一派はコロッセオで流血の闘技を復活させ、強きローマの復活を説き始める。そこへ駆けつけたルシウスと真実、そしてアントニヌスはコロッセオで贋ケイオニウスを糾弾するも、真実が持っていたラテン語で記された学術書『ローマ帝国の繁栄と滅亡』を贋ケイオニウスに見とがめられ、真実は「ローマを滅亡に導く魔女」として捕えられて、翌日処刑されることになってしまう。雨の中を街頭に追い出されたルシウスは、雷に打たれてまた現代日本へタイムスリップするが、まずはハドリアヌス帝を回復させることを思い立ち、神の指を持つ指圧師をローマへ連れ帰る。
戦いの日々に嫌気がさしていた最強グラディエーターであるアケボニウスの手助けもあり、真実を牢から救い出したルシウスはバイアエに戻ってくる。その2人を追い、贋ケイオニウスらは軍を率いてバイアエに攻め入ってくる。
ルシウスと真美たちが軍勢と対峙したその時、病に伏せていた本物のケイオニウスが駆けつけて、正体を暴かれた兄ジェイオニウスは取り押さえられた。激昂した群衆は、陰謀の黒幕であった元老院議員たちをリンチにかけようとするが、指圧師とともにタイムスリップしてきた日本の力士たちとアケボニウスが源泉の掘削に成功した。バイアエ中に大量の温泉が流れ込み、温泉街は湧き出した湯で満たされ、争いは防がれた。指圧の効果で回復し、バイアエにやって来たハドリアヌス帝もあらためて平和路線を宣言し、ルシウスの功績を讃えるのだった。
完成したバイアエの温泉街「湯ートピア」を見届け、新たにパンノニアにテルマエ建造を命じられたルシウスを、真実は書物の記述に「北方のテルマエ建造中に落盤事故でルシウスが死亡する」と書かれていたことを理由に留めるが、ルシウスは「ローマのために働き、テルマエに携わって死ねるなら本望」と決意を固くする。抱き合う2人の頬を涙が伝い、真実は現代日本へと戻って行く。
現代日本では真実の漫画『テルマエ・ロマエ』の連載が決定。温泉施設での単行本発売記念サイン会などを経て、ついには実写映画化。ロケ地に造られたコロッセオの見学にやって来た真美はルシウス役の役者を紹介されるが、彼はルシウスとは似ていない現代イタリア人。気落ちする真実に「そいつは贋物だ」というラテン語の声とともに、彼女がバイアエに置き去りにしていた『ローマ帝国の繁栄と滅亡』を手にした本物のルシウスが井戸の中から現れて終幕となる。

#### キャスト（映画第2作）
ルシウス
演 - 阿部寛
山越真実
演 - 上戸彩
ハドリアヌス
演 - 市村正親
ケイオニウス / ジェイオニウス
演 - 北村一輝（一人二役）
アントニヌス
演 - 宍戸開
マルクス
演 - 勝矢
アケボニウス
演 - 曙太郎
コトオウシュヌス
演 - 琴欧洲勝紀
山越修造
演 - 笹野高史
山越由美
演 - キムラ緑子
館野
演 - 竹内力
岸本（棟梁）
演 - 外波山文明
最上（教授）
演 - 岩手太郎
大西（グルメ）
演 - 木下貴夫
峰子
演 - 松島トモ子
ラーメン屋店主
演 - 白木みのる
浪越徳三郎
演 - 菅登未男
三郎
演 - いか八朗
その他
- 市オオミヤ
- 玉ノ井親方（元大関・栃東）
- 豪風旭
- 富士東和佳
- 豊響隆太
- 舛ノ山大晴
- 大喜鵬将大
- 鳰の湖真二
- 木村光之助（行司）
- 太助（呼出）
- 東里弥
- 寺谷大志（大志幸）
- 磯東建太
- 佐田ノ国豪幸
- 睦風菊勝
- 二十城孝二
- 白海竜光
- 浜亮太（元・北勝嵐）
- ロバート・ボールドウィン
- 井口昇
- 日野陽仁
- 古澤裕介
- 成瀬労
- 坂ノ上朝美
- 松林慎司
- 結城さなえ

#### 声の出演（映画第2作）
- 飯塚昭三 - OPナレーション
- 立木文彦 - アケボニウス
- 楠見尚己
- 田中耕二
- 石住昭彦
- 廣田行生
- 東和良
- 荒井勇樹
- あんどうさくら
- 衣鳩志野
- 鶏冠井美智子
- 桂一雅
- 川島悠美
- 北田理道
- 喜代原まり
- 斎藤龍吾
- 杉山彦々
- 鈴木祐治
- 翔那
- 武田幸史
- 竹本和正
- 橘潤二
- 冨樫かずみ
- 冨田泰代
- 永井秀樹
- 野川雅史
- 藤原貴弘

#### スタッフ（映画第2作）
- 原作 - ヤマザキマリ『テルマエ・ロマエ』（エンターブレイン刊）
- 製作 - 石原隆、市川南、石川豊、青柳昌行
- プロデューサー - 稲葉直人、菊地美世志
- 監督 - 武内英樹
- 脚本 - 橋本裕志
- 音楽 - 住友紀人
- 撮影 - 江原祥二
- 美術 - 原田満生
- 照明 - 杉本崇
- 録音 - 加藤大和
- 衣裳 - 宮本まさ江
- 編集 - 松尾浩
- 指圧指導 - 浪越雄二（日本指圧専門学校。浪越徳治郎の孫）
- 大相撲アドバイザー - 熊谷太助
- 大相撲コーディネーター - 横野レイコ
- はり・きゅう指導 - 東京都はり・きゅう・あん摩マッサージ指圧師会
- 協力 - 日本相撲協会
- 配給 - 東宝
- 製作 - フジテレビジョン、東宝、電通、KADOKAWA

#### ロケ地（映画第2作）
- ブルガリア
  - ヌ・ボヤナ・フィルム・スタジオ（ソフィア）
- 日本
  - 草津温泉（群馬県吾妻郡草津町）
  - 法師温泉「長寿館」、宝川温泉「汪泉閣」（群馬県利根郡みなかみ町）
  - 銭湯「平湯」、 片倉館（長野県諏訪市）
  - ラーラ松本（長野県松本市）
  - 間々田八幡宮（栃木県小山市間々田）
  - 箱根小涌園ユネッサン（神奈川県足柄下郡箱根町）
  - 大江戸温泉物語（東京都江東区青海)

#### テーマ曲
- 誰も寝てはならぬ - 歌：ラッセル・ワトソン
- 与作 - 歌：北島三郎

#### テレビ放送（映画第2作）
| 回数 | テレビ局         | 番組名（放送枠名） | 放送日        | 放送時間      | 放送分数 | 視聴率 | 備考           |
| ---- | ---------------- | ------------------ | ------------- | ------------- | -------- | ------ | -------------- |
| 1    | フジテレビ       | 土曜プレミアム     | 2015年6月20日 | 21:00 - 23:20 | 140分    | 13.7%  |                |
| 2    | フジテレビ       | 土曜プレミアム     | 2016年4月16日 | 21:00 - 23:20 | 140分    | 10.1%  |                |
| 3    | フジテレビ       | 土曜プレミアム     | 2019年2月16日 | 21:00 - 23:20 | 140分    | 7.8%   |                |
| 4    | フジテレビ       | 土曜プレミアム     | 2021年10月2日 | 21:00-23:10   | 130分    | 8.7％  |                |
| 5    | フジテレビ       | 土曜プレミアム     | 2023年2月18日 | 21:00-23:10   | 130分    | 6.0%   |                |
| 6    | NHK BSプレミアム | プレミアムシネマ   | 2023年2月28日 | 13:00 - 14:54 | 114分    |        | ノーカット放送 |

- 視聴率はビデオリサーチ調べ、関東地区・世帯・リアルタイム。

## 謎解きイベント
2014年4月23日より7月2日にかけて毎週水曜日に謎解きイベント『テルマエ・ロマエ 謎の湯 〜ローマ人も謎解きがお好き〜』が開催された。『テルマエ・ロマエII』の公開を記念したもので、主催はトーキョーボウズ、協力はDeNA。

### あらすじ
謎解きイベントが流行っている現代日本。今日も銭湯を舞台にした謎解きイベントが開催。そこへローマ人のフロスキウスと同じくカラカラ帝が現れる。フロスキウスは暗号解読の命令をカラカラ帝から受けていて、解けなければフロスキウスは処刑されてしまうらしい。